# TSUKI
「TSUKI」（ツキ）は、日本の元女性歌手、安室奈美恵の単独名義では41作目のシングル。

## 解説
CDシングルとしては、前作『Big Boys Cry/Beautiful』から約11ヶ月ぶりとなる、プライベートレーベル・Dimension Point移籍後初のシングル。表題曲のほか、配信限定シングルとしてリリースされた2曲がカップリングに収録されており、カップリング曲も含めて収録曲全曲のミュージック・ビデオが制作されている。また、カップリング曲の収録は2011年12月7日に発売された38thシングル『Sit! Stay! Wait! Down!/Love Story』以来となった。
表題曲「TSUKI」は、北川景子、錦戸亮主演の映画『抱きしめたい -真実の物語-』主題歌。1月22日からレコチョクにて着うたが先行配信され、着うたレコチョクウィークリーランキングで2週連続1位を獲得した。また、発売日の1月29日からは着うたフルでも配信されており、こちらも着うたフルレコチョクウィークリーランキングにおいて初登場1位を獲得した。
「Neonlight Lipstick」は、本人出演のコーセー「ESPRIQUE」CMソング。10thアルバム『FEEL』の収録曲「Supernatural Love」を手掛けたトラックメーカー 「Steven Lee」によるダンスナンバー。2013年10月2日から配信限定シングルとして先行配信されており、10月10日発表のレコチョク着うた週間ランキングで1位を獲得している。ミュージック・ビデオは白雪姫がコンセプトとなっている。
「Ballerina」は、FASHION'S NIGHT OUT 2013 GUCCI×VOGUE JAPAN×NAMIE AMURO コラボ企画起用楽曲、レコチョク TV-CMソング。2013年10月9日から「Neonlight Lipstick」と同じく配信限定シングルとして先行配信された。ミュージック・ビデオには、GUCCIの2013〜14年秋冬コレクションを身にまとった安室が登場している。
「TSUKI」はオリジナル・アルバムには収録されず、バラードベストアルバム『Ballada』とベスト・アルバム『Finally』に収録されている。「Neonlight Lipstick」と「Ballerina」は共にアルバム未収録となっている。
先着購入特典は非売品B2ポスター。
初週4.2万枚を売り上げ、2014年2月10日付オリコン週間シングルランキング3位に初登場。1995年4月に「太陽のSEASON」（最高位5位）でソロデビュー以来、20年連続でシングルTOP10入りを果たした。シングル20年連続TOP10入りは、B’z（1990-2009年）、SMAP（1991-2010年）に並ぶ歴代1位タイ。女性アーティスト並びに男女ソロアーティストとしては史上初の快挙となった。

## 収録曲

### CD
1. TSUKI
作詞：TIGER
作曲：ZETTON, FAST LANE & LISA DESMOND
編曲：ZETTON
東宝配給映画『抱きしめたい -真実の物語-』主題歌
2. Neonlight Lipstick
作詞・作曲：Steven Lee, Lasse Lindorff, Charli Taft, TIGER
編曲：Steven Lee
コーセー「ESPRIQUE」CMソング
3. Ballerina
作詞・作曲：Gennessee Lewis, Cait La Dee, Wolfgang Gartner, P.O.S.
編曲：Wolfgang Gartner
レコチョク TV-CMソング
4. TSUKI (Instrumental)
5. Neonlight Lipstick (Instrumental)
6. Ballerina (Instrumental)

### DVD
1. TSUKI (Music Video)
ディレクター：三石直和
2. Neonlight Lipstick (Music Video)
ディレクター：三石直和 / 振付：AKO
3. Ballerina (Music Video)
ディレクター：YKBX